# NGC 1353
NGC 1353 је спирална галаксија у сазвежђу Еридан која се налази на NGC листи објеката дубоког неба.
Деклинација објекта је - 20° 49' 8" а ректасцензија 3h 32m 3,1s. Привидна величина (магнитуда) објекта NGC 1353 износи 11,5 а фотографска магнитуда 12,3. Налази се на удаљености од 24,786 милиона парсека од Сунца. NGC 1353 је још познат и под ознакама ESO 548-31, MCG -4-9-22, UGCA 76, IRAS 03298-2059, PGC 13108.